# Liste des ambassadeurs d'Allemagne en Grèce
La liste des ambassadeurs d'Allemagne en Grèce comprend les noms des diplomates allemands en poste à Athènes depuis l'indépendance.

## Ambassadeurs allemands avant l'unification

### Ambassadeurs bavarois
Les relations diplomatiques entre le royaume de Bavière et le royaume de Grèce sont établies en 1835 mais l'ambassade bavaroise est fermée après la déposition du roi Othon Ier  en 1863.
- 1835 Egid von Kobell (1772-1847)
- 1837-1841 : Klemens von Waldkirch (de) (1806-1858)
- 1841-1843 : Otto de Bray-Steinburg (1807-1899)
- 1843-1847 : Carl von Grasser (1783-1855)
- 1847-1853 : Maximilian Joseph Pergler von Perglas (de) (1817-1893)
- 1853-1854 : Wolfgang von Thüngen (1814-1888)
- 1855-1859 : Maximilian von Feder (1802-1869)
- 1859-1863 : Ferdinand von Hompesch-Bollheim (de) (1824-1913)

### Ambassadeurs prussiens
Les relations diplomatiques entre le royaume de Prusse et le royaume de Grèce sont établies en 1834. Cependant, la Prusse abandonne ses prérogatives au profit de la Confédération de l'Allemagne du Nord en 1868.
- 1834-1838 : Friedrich Wilhelm Ludwig August von Lusi
- 1838-1844 : Joseph Maria Anton Brassier de Saint-Simon-Vallade (de)
- 1844-1850 : Karl von Werther (de)
- 1850-1852 : Louis von Wildenbruch (de)
- 1852-1854 : Hermann von Thile
- 1855-1859 : Robert von der Goltz
- 1860-1862 : Georg von Werthern (de)
- 1862-1865 : Heinrich von Keyserlingk-Rautenburg (de)
- 1865-1868 : Johann Emil von Wagner

## Ambassadeurs de l'Allemagne unifiée

### Ambassadeur de la Confédération allemande
Après la Révolution de Mars, l'éphémère Allemagne unifiée noue des relations diplomatiques avec le royaume de Grèce.
- 1848-1849 : Clovis de Hohenlohe-Schillingsfürst

### Ambassadeurs de la Confédération de l'Allemagne du Nord et de l'Empire allemand
En 1868, la Confédération de l'Allemagne du Nord noue des relations diplomatiques avec le royaume de Grèce. Celle-ci perdurent après l'instauration de l'Empire allemand jusqu'à l'entrée de la Grèce dans la Première Guerre mondiale en 1916.
- 1868-1874 : Johann Emil von Wagner
- 1874-1882 : Joseph Maria von Radowitz
- 1882-1887 : Egon von den Brincken (de)
- 1887-1890	: Rudolf Friedrich Le Maistre (de)
- 1890-1894 : Ludwig von Wesdehlen (de)
- 1894-1902 : Ludwig von Plessen-Cronstern (de)
- 1902-1906	: Max von Ratibor und Corvey (de)
- 1906-1908 : Emmerich von Arco-Valley (de)
- 1909-1912 : Hans von Wangenheim
- 1912-1915 : Albert von Quadt zu Wykradt und Isny
- 1915-1916 : Wilhelm von Mirbach

### Ambassadeurs de la République de Weimar et duIIIeReich
La Première Guerre mondiale terminée, la République de Weimar renoue des relations diplomatiques avec le royaume de Grèce en 1921. Ces relations se maintiennent malgré les bouleversements politiques que connaissent les deux pays jusqu'à l'invasion de la Grèce par le Troisième Reich en 1941.
- 1921-1922 : Ludwig von Spee
- 1922-1926 : Hans von Schoen (de)
- 1926-1929 : Martin Renner (de)
- 1929-1931 : Radolf von Kardorff (de)
- 1931-1936 : Ernst Eisenlohr (de)
- 1936-1941 : Victor d'Erbach-Schönberg

## Ambassadeurs de RFA et de RDA

### Ambassadeurs d'Allemagne de l'Ouest
Les relations diplomatiques entre la Grèce et l'Allemagne de l'Ouest sont nouées en 1951 et se maintiennent jusqu'à la réunification allemande.
- 1951-1954 : Werner von Grundherr zu Altenthann und Weiherhaus (de)
- 1953-1958 : Theodor Kordt (de)
- 1958-1961 : Gebhard Seelos (de)
- 1961-1964 : Wilhelm Melchers (de)
- 1964-1969 : Oskar Hermann Artur Schlitter (de)
- 1969-1972 : Peter Limbourg (de)
- 1972-1977 : Dirk Oncken (de)
- 1977-1979 : Gisbert Poensgen (de)
- 1979-1984 : Helmut Sigrist
- 1984-1988 : Rüdiger von Pachelbel (de)
- 1988-1991 : Werner von der Schulenburg (de)

### Ambassadeurs d'Allemagne de l'Est
En dépit de la Guerre froide, le royaume de Grèce et la République démocratique allemande nouent des relations diplomatiques en 1955. Celles-ci sont maintenues jusqu'en 1990 et ne sont rompues qu'une courte période en 1973, en dépit de la mise en place de la dictature des colonels en 1967.
- 1955-1958 : Herbert Ulrich
- 1958-1960 : Herbert Baake
- 1960-1964 : Walter Dietrich
- 1964-1965 : Kurt Lorentz
- 1965-1967 : Kurt Schnell (de)
- 1967-1973 : Karl-Heinz Jelen
- 1973-1974 : Gerhard Hobran
- 1974-1983 : Ernst Kube
- 1983–1990 : Horst Brie (de)
- 1990-1990 : Ernst Kube

## Ambassadeurs de l'Allemagne réunifiée
- 1991-1996 : Leopold Bill von Bredow (de)
- 1996-1999 : Friedrich Reiche
- 1999-2002 : Karl Heinz Kuhna (de)
- 2002-2005 : Albert Spiegel
- 2005-2010 : Wolfgang Schultheiss (de)
- 2010-2012 : Roland Michael Wegener (de)
- 2012-2013 : Wolfgang Dold (de)
- 2014-2017 : Peter Schoof (de)
- 2017-2019 : Jens Plötner (de)
- Depuis 2019 : Ernst Reichel (de)